# Clitheroe
Clitheroe is een civil parish in het bestuurlijke gebied en borough Ribble Valley, in het Engelse graafschap Lancashire. De plaats telt 14.765 inwoners.
Zo'n vijf kilometer ten zuidwesten van het dorpje bevindt zich Stonyhurst College.